# Vuollerimskolan
Vuollerimskolan är en kommunal grundskola i Vuollerim i Jokkmokks kommun.
Vuollerimskolan uppfördes 1958-59. Den har klasser från årskurs 0 till årskurs 5. I samband med att utbildning i årskurs 6-9 drogs in, startades 2010 Vuollerims friskola med undervisning i dessa årskurser, vilken drivs av Vuollerims friskola AB.